# Fuchs Frigyes
Fuchs Frigyes Dávid (Lőcse, 1799. december 31. – Lőcse, 1874. október 6.) főerdész, mérnök, térképész, Fuchs Albert tanár testvére.
Az 1830-as évek végétől az újlublói vashámor felügyelője volt.

## Nyomtatásban megjelent munkái
- Beschreibung einer neuen Einrichtung der Pochwerke mit vorzüglicher Anwendung beim Berg- und Hüttenwesen. Pest, 1844. Rézmetszetű tábla rajzzal.
- Ungarns Urwälder, und das wesentlichste zur Kenntniss. Beurtheilung und Einführung eines rationellen Forstbetriebes in ung. Privat Waldungen. Pest, 1860.
- Die Central-Karpaten mit den nächsten Voralpen. Handbuch für Gebirgsreisende. Pest, 1863. Térképpel.

Cikkei a Mittheilungen des Ungar. Forstvereins c. gyűjteményben (1858. Über die Hindernisse der Entwickelung eines rationellen Forstbetriebes in ungarischen Privatwaldungen), Az Erdészeti Lapokban (1862. A szepességi központi Kárpátok és azok környéke legjelesebb fanemeinek természetes tenyészeti határairól az északi szélesség 48° 30' és 49° 30' között, 1866. A fenyőknek veteményezéséről dorongok alatt faiskolában), a bécsi Verhandlungen der k. k. geol. Reichsanstalt-ban (1870. Die Fauna der Congerienschichten von Radmanest bei Lugos im Banate).